# Висуддхимагга
«Висуддхимагга» (пали: IAST: visuddhimagga) или «Путь очищения» — палийский трактат самого крупного тхеравадинского мыслителя Буддхагхоши. Написан в V веке н. э. на Шри Ланке. Он считается наиболее значимым текстом вне канона Трипитаки, а также полным и последовательным истолкованием Трипитаки. Во многом классический вид тхеравады обязан работе Буддагхоши, так как в ней отражена наиболее классическая форма тхеравады.

## Описание
Под очищением в «Висуддхимагге» понимается пробужденное состояние сознания — нирвана. Процесс очищения является основой практики. Очищение — один из трех компонентов практики наравне с медитативной концентрацией (самадхи) и проницательностью (джняна). Все три части связаны между собой, развитие одной из них приводит к развитию двух других. Особенно важна подготовка к медитации. Здесь затрагивается вопрос о своде правил поведения (Виная): более строгие предписания для монахов и менее строгие для мирян. Сущность практики чистоты заключается помимо всего прочего в подготовке к медитации и исключения в дальнейшем ненужных и отвлекающих мыслей. Кроме того, «Висуддхимагга» содержит ряд указаний на привязанности, препятствующие практике, а также о пользе сангхи как важном условии практики.
Переходя ближе к практике, подробно разбираются объекты. Так как внимание обычного человека не сфокусировано и мысли носят блуждающий характер, то предлагается выбрать один конкретный объект с тем, чтобы концентрировать внимание на нем одном. Объекты также имеют свою классификацию и в соответствии со своим темпераментом для конкретно человека подбирается наиболее подходящий. Кроме того, Буддхагхоша подчеркивает важность фигуры учителя. При этом учитель не ответственен за ученика, он лишь его друг и проводник на пути, здесь важны его заслуги в практике и его правильные советы. «Висуддхимагга» последовательно описывает, что происходит с медитирующим в процессе практики, его состояния и ощущения. Также предупреждается о сложностях. Так, например, страшные видения какого-нибудь ужасного зверя могут привести к помешательству людей с неустойчивой психикой. Но, продолжая путь, медитирующий должен стараться выйти за пределы всяких образов.
Описания методики содержит также постановку целей для ученика. Зачастую практика подразумевает сосредоточение на определенном объекте, вследствие чего происходит отождествлении с ним, а затем и выход за его пределы. На пути практики медитирующий акцентирует внимание на ощущениях, но после выхода все ощущения исчезают. В принципе, все техники можно в целом свести к достижению состояния нирваны как главной цели буддийской практики. В общем, разные системы вводят свою классификацию и терминологию, но то, что они описывают — суть одно, говоря о тех методах, которые используют концентрацию на объекте, иными словами дхьяну. В общем, дхьяну можно рассматривать как совокупность ощущений и состояний возникающих при созерцании объекта, другими словами — это измененное состояние сознание, противоположное обыденным. «Висуддхимагга» среди проявлений дхьяны называет отсутствие чувств и осознания физического тела. Дхьяна подразделяется на восемь уровней по степени углубленности в практику. На пути этих уровней медитирующий постепенно отказывается от разного рода привычных ему ощущений, а ум становится все более спокойным. Уже на седьмой дхьяне объектом ума становится отсутствие всяких объектов.
В целом, прохождение уровней дхьян является важным этапом практики, но, тем не менее, второстепенным, по сравнению с праджней. Дхьяна развивает управляемость ума, делает его спокойным для успешной практики праджни. Особенность дхьяны и её качественное отличие от нирваны заключается в том, что она лишь подавляет неправильные побуждения и мысли. Нирвана же разрушает их в корне, делая состояние моральной чистоты естественным и единственно возможным. При практике дхьяны неправильные действия становятся невозможными только на момент практики, при её окончании человек снова подвержен опасности оступиться. Нирвана приносит с собой разрушение эго, вместе с которым отмирают личностные интересы и мотивы поведения.
В «Висуддхимагге» говорится, что в процессе практики медитирующий приходит к тому, что его сознание есть не что иное, как поток или поле, на котором чередуются объекты и сменяются мысли. Видя, что все явления непостоянны по своей природе, ученик постигает сущность вещей и освобождается от оков иллюзий. Отмечается острота наблюдения, и в дальнейшем вхождение в созерцание осуществляется без всяких усилий. Буддагхоша приводит подробные описания возможных состояний по этапам. Впечатление от той смысловой картины, которая лежит в основе практики таково, что цели и методы носят взаимопроникающий характер. Сама практика описывается как путь, каждый момент которого есть важный шаг проживания. Цель словно оживает и разворачивается посредством чередования состояний, от этапа к этапу. Таким образом, Четыре Благородные Истины находят своё подтверждение в ходе практики, постепенно являя себя. «Висуддхимагга» заканчивается описанием состояния «ниродха», которое предшествует в иерархии нирване. Это состояние наступает тогда, когда для сознания объектом становится прекращение его деятельности. Ниродха возможна только при предварительном овладении восемью уровнями дхьяны.